# Chikurin-ji (Kōchi)
Le Chikurin-ji (竹林寺) est un temple bouddhiste de la secte Shingon situé à Kōchi, préfecture de Kōchi au Japon. 
C'est le 31e des 88 temples sur la route du pèlerinage de Shikoku. On y accède, depuis le temple 30 Zenraku-ji, après une marche d'environ 6 km en ville. Le temple est situé sur le Mont Godai, une colline d'une altitude de 121 m.
Chikurin-ji signifie "temple de la forêt de bambous", même si le Mont Godai est plutôt planté de feuillus et de pins.
L'image principale est celle de  Monju Bosatsu. Le temple aurait été fondé par Gyōki au début du VIIIe siècle, sur une demande de l'empereur Shōmu qui souhaitait reproduire le temple du Mont Godai en Chine. Quand Kukai l'a visité plus tard, le temple était en mauvais état et il l'a réparé. Le temple a subi plusieurs destructions au cours de l'histoire et a été rebâti plusieurs fois. En particulier, un typhon a emporté l'ancienne pagode à trois étages en 1899. L'actuelle pagode à cinq étages a été érigée en 1980.
Monju est connu comme le  bodhisattva de la sagesse, ce qui rend le temple populaire auprès des étudiants en période d'examens.
Chikurin-ji abrite un certain nombre d'importantes sculptures et ses jardins de la fin de l'époque d'Edo sont classés « monuments naturels » du Japon.
En 2015, il est désigné Japan Heritage avec les 87 autres temples du pèlerinage de Shikoku. 

## Bâtiments
- Hon-dō, fin de l'époque de Muromachi , 5x5 baies, un seul niveau, avec un toit Irimoya-zukuri à croupe couvert de bardeaux, classé (Bien culturel important)[6],[7],[8].
- Hall de réception, époque d'Edo (propriété culturelle préfectorale)[9].
- Sanmon
- Tō (pagode à cinq étages)
- Shōrō
- Daishidō

## Galerie d'images

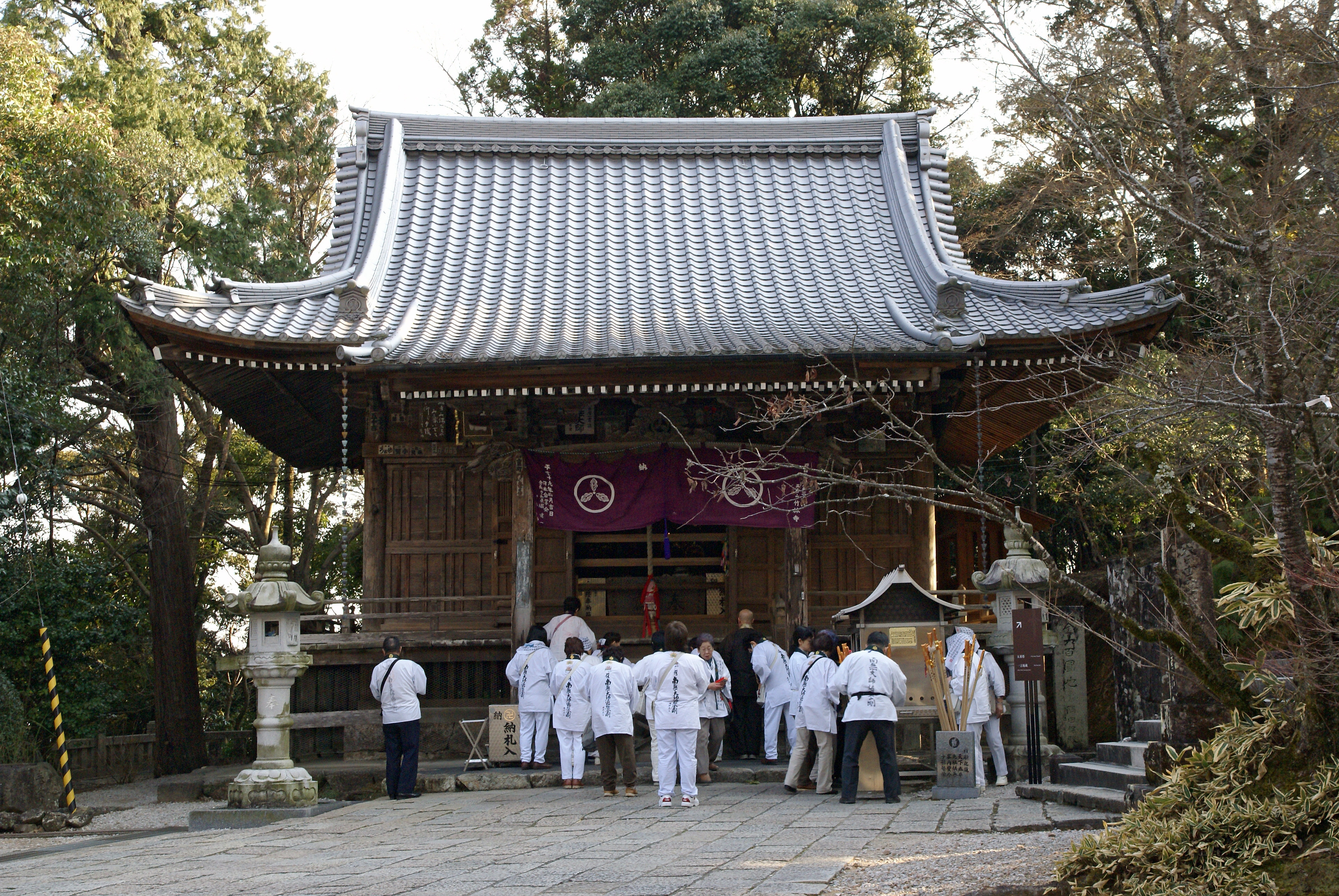
Daishido
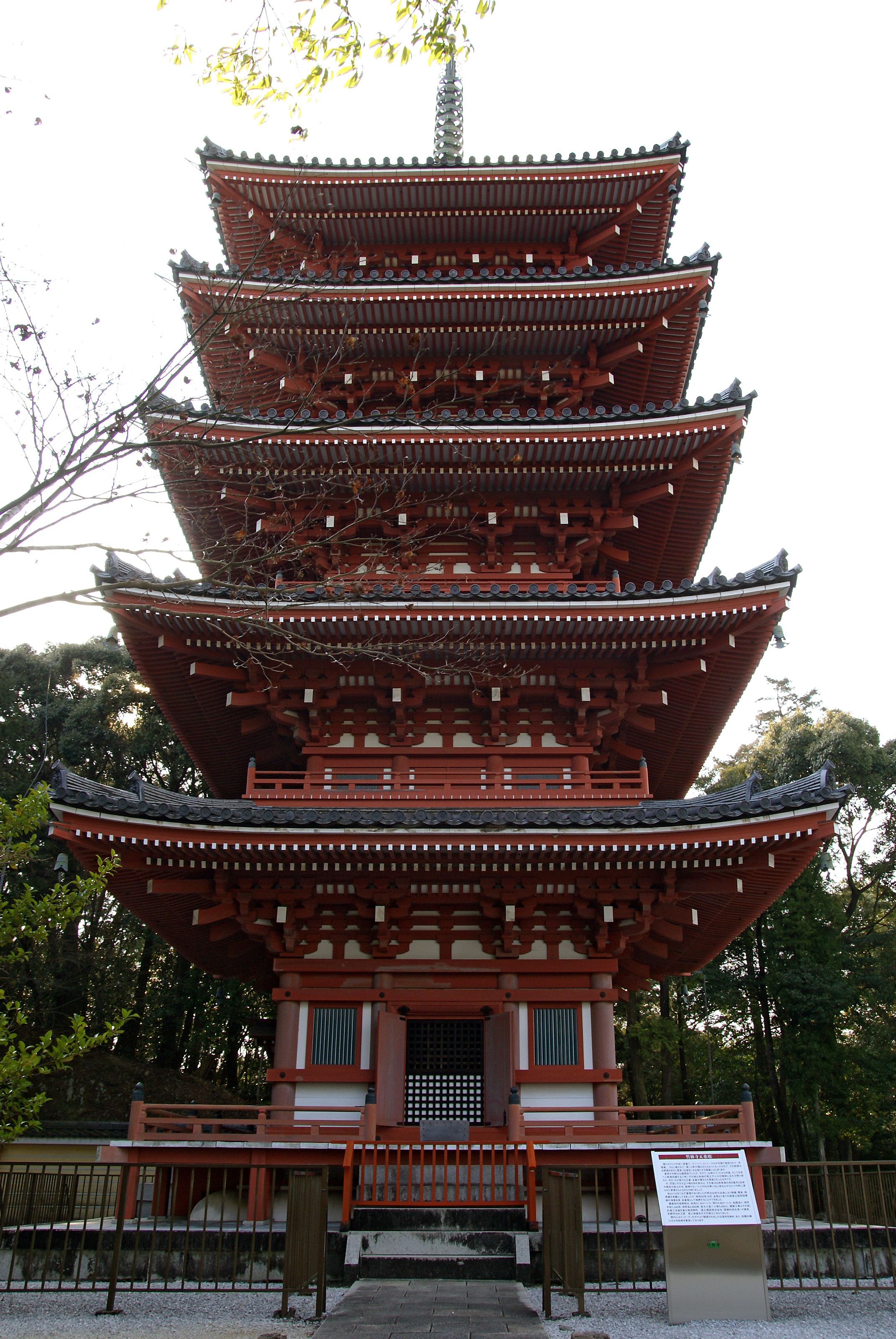
Pagode à cinq étages
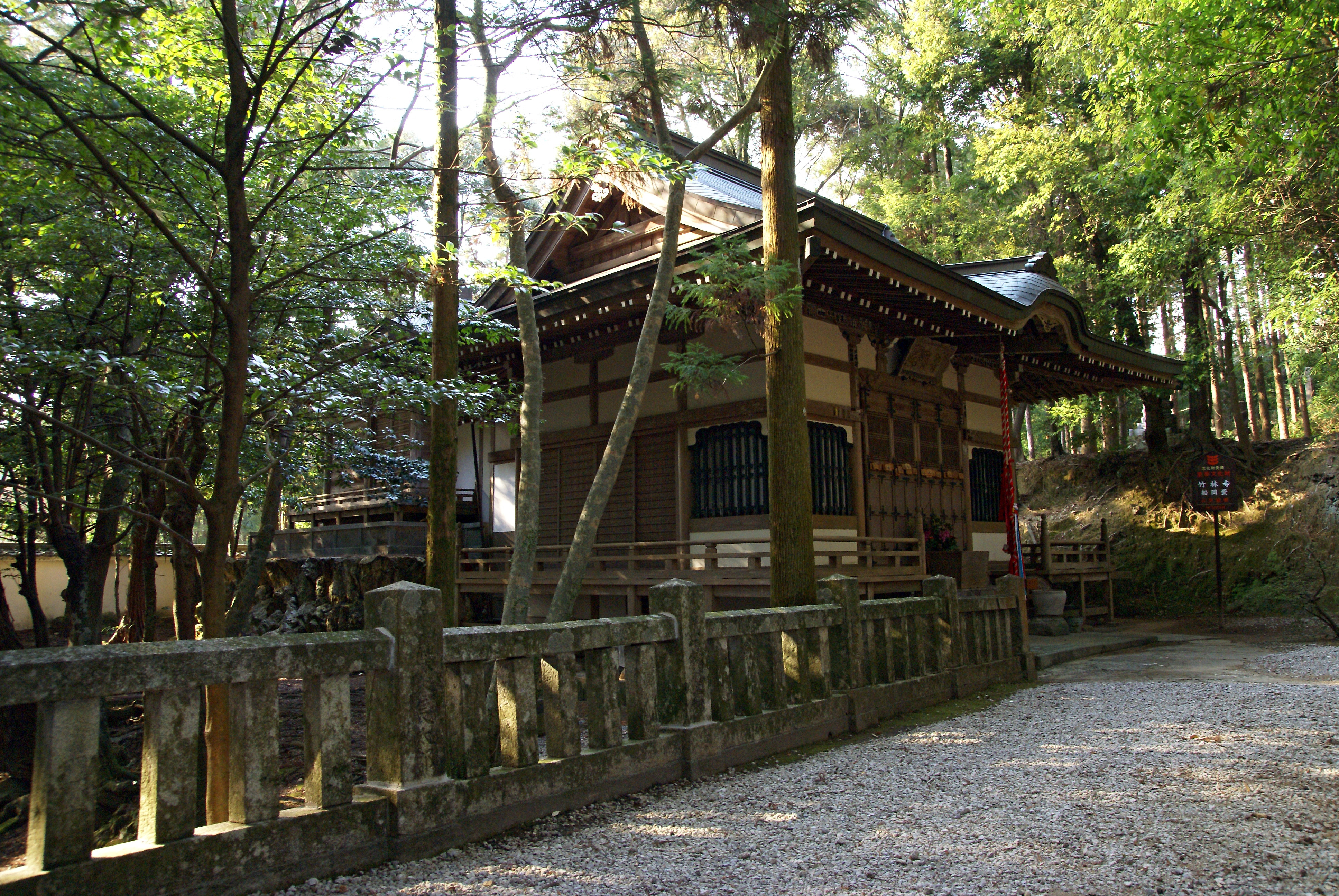
船岡堂（奥の院）
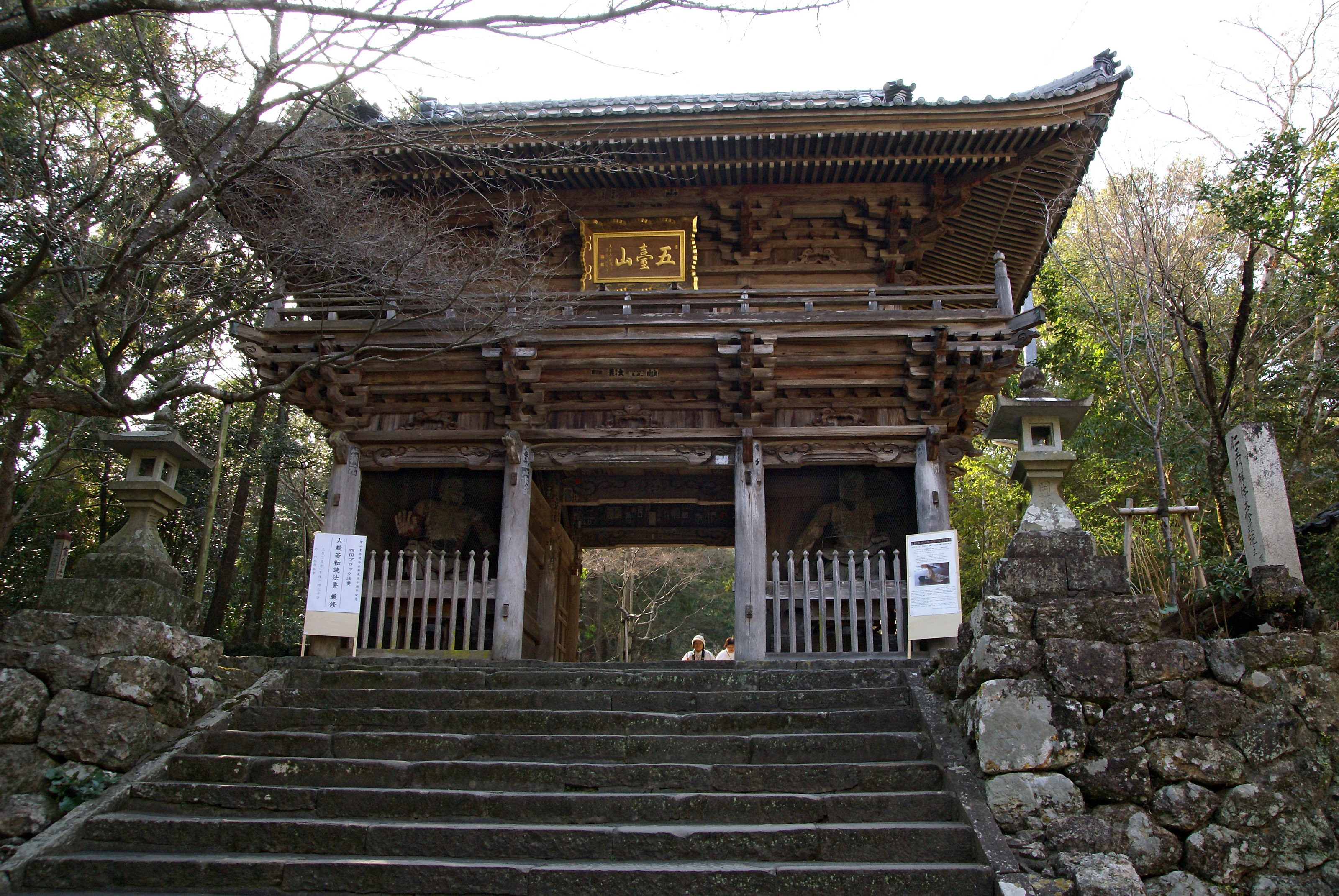
La porte du Temple
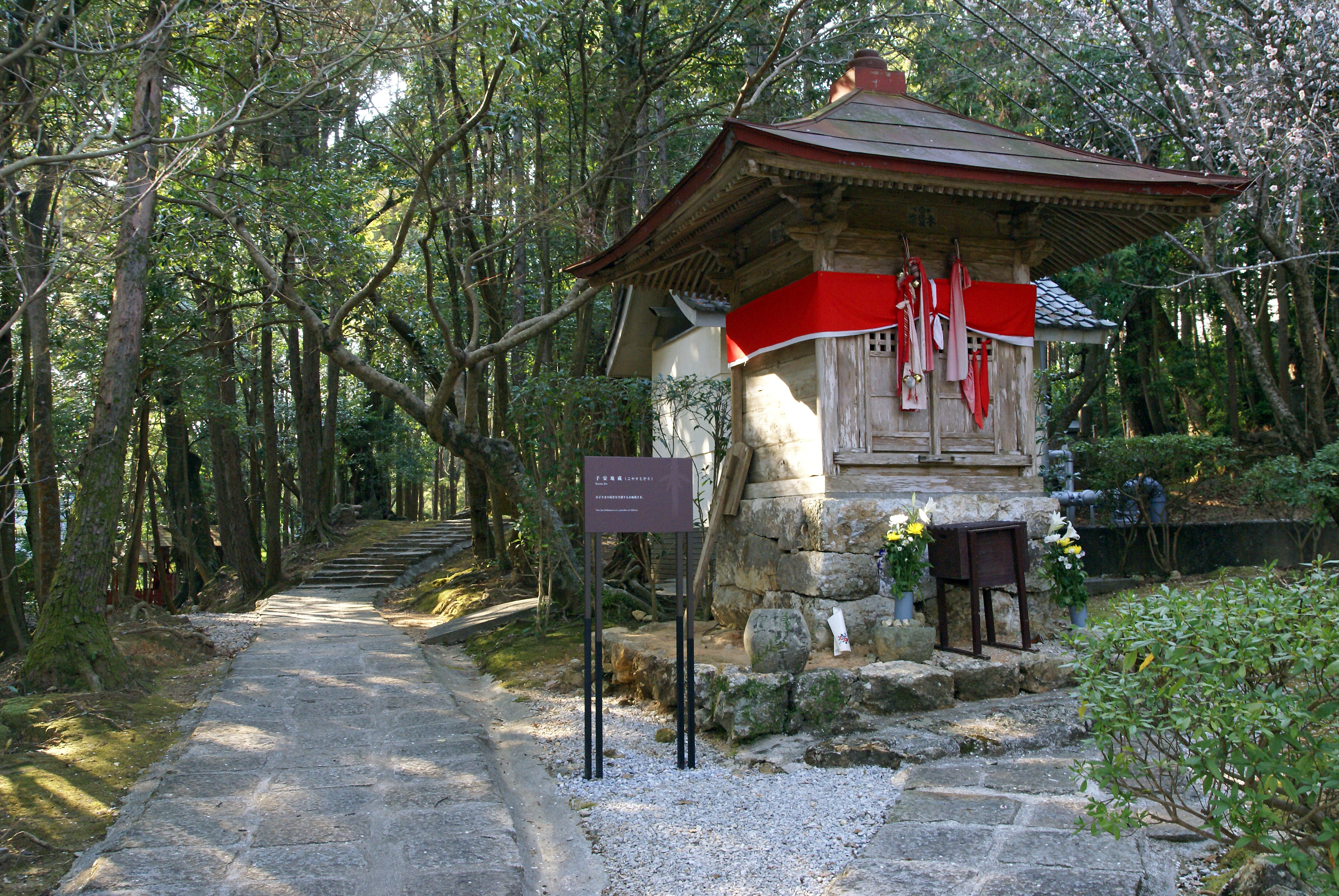
Koyasujizo
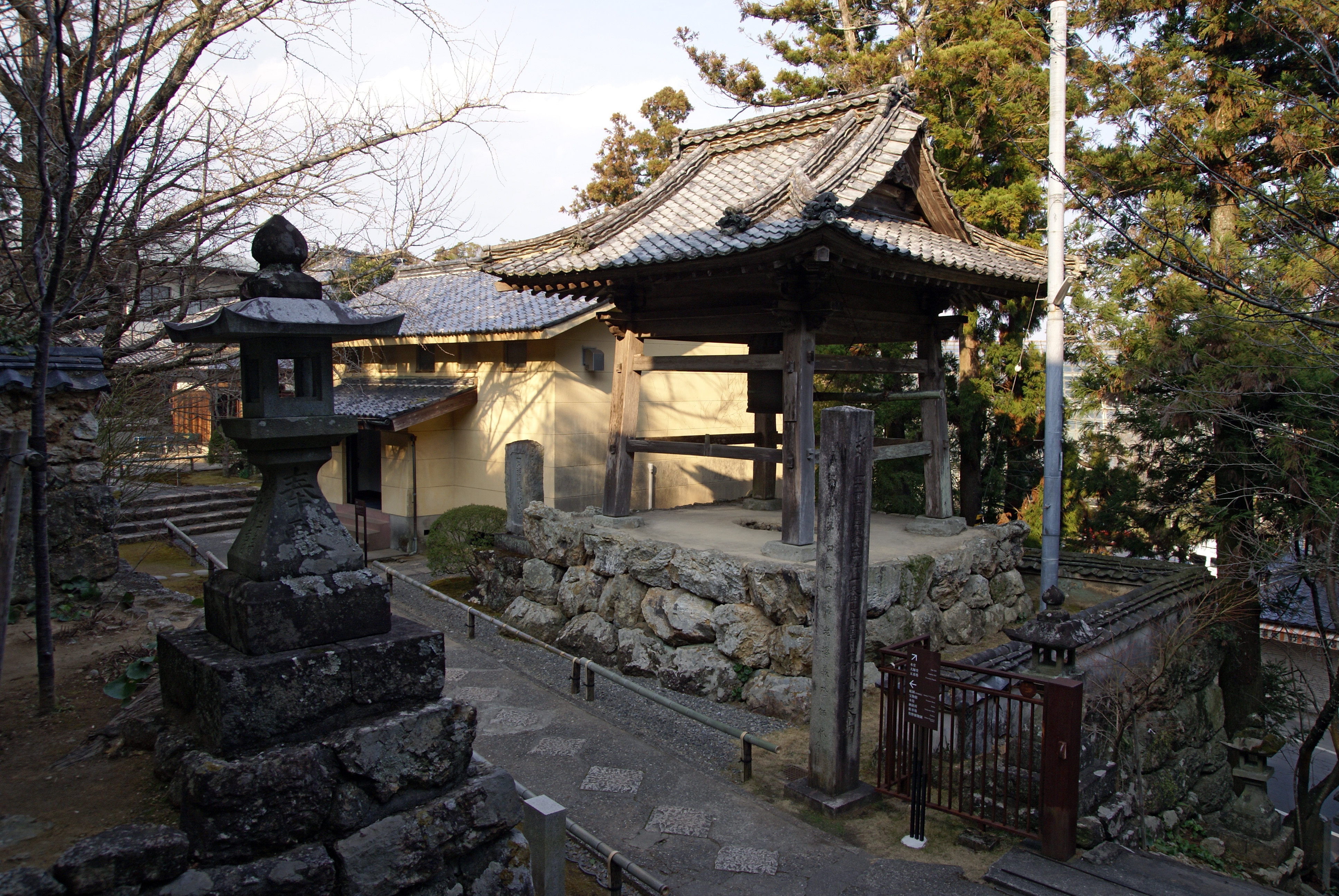
Shōrō
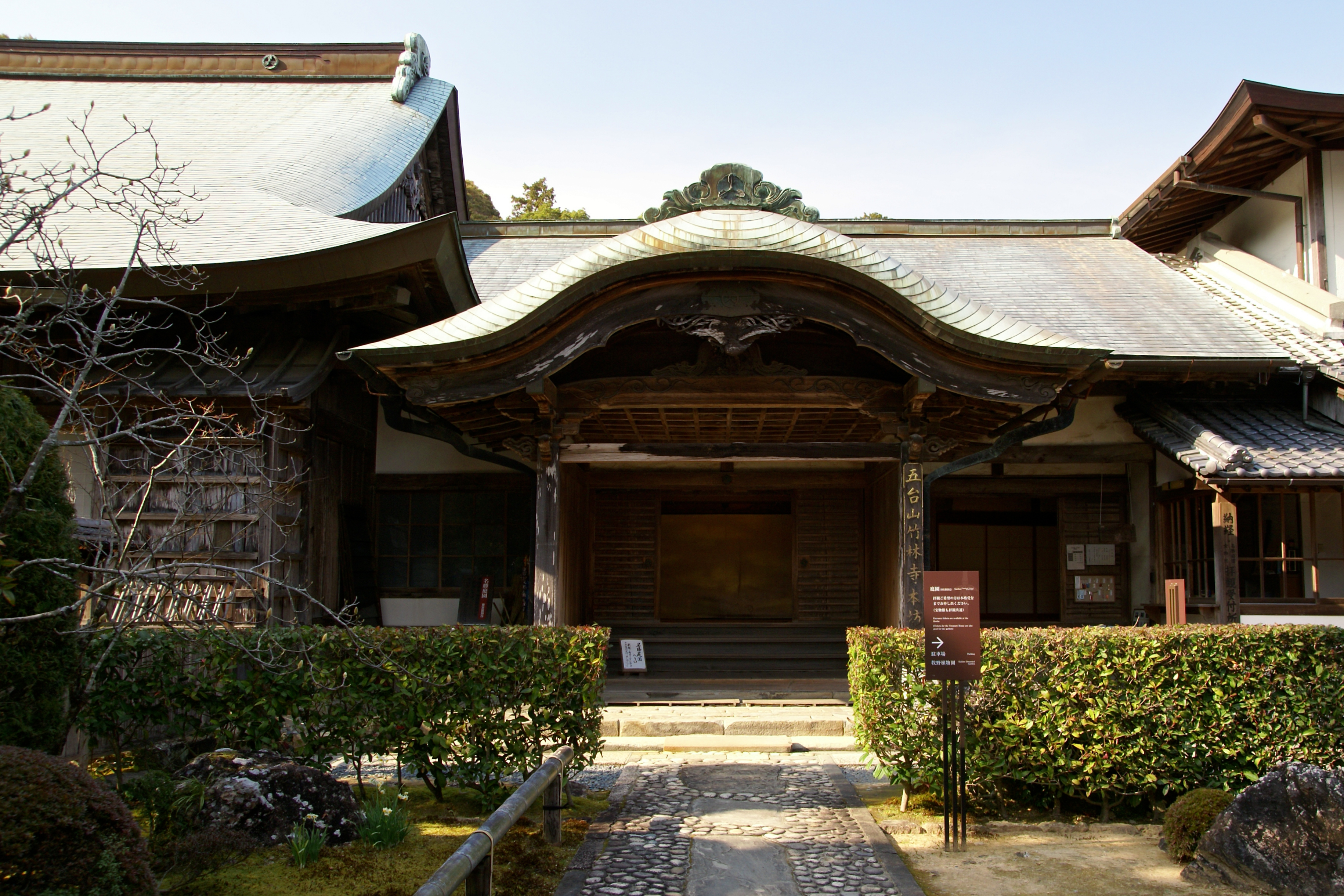
Bâtiment de réception
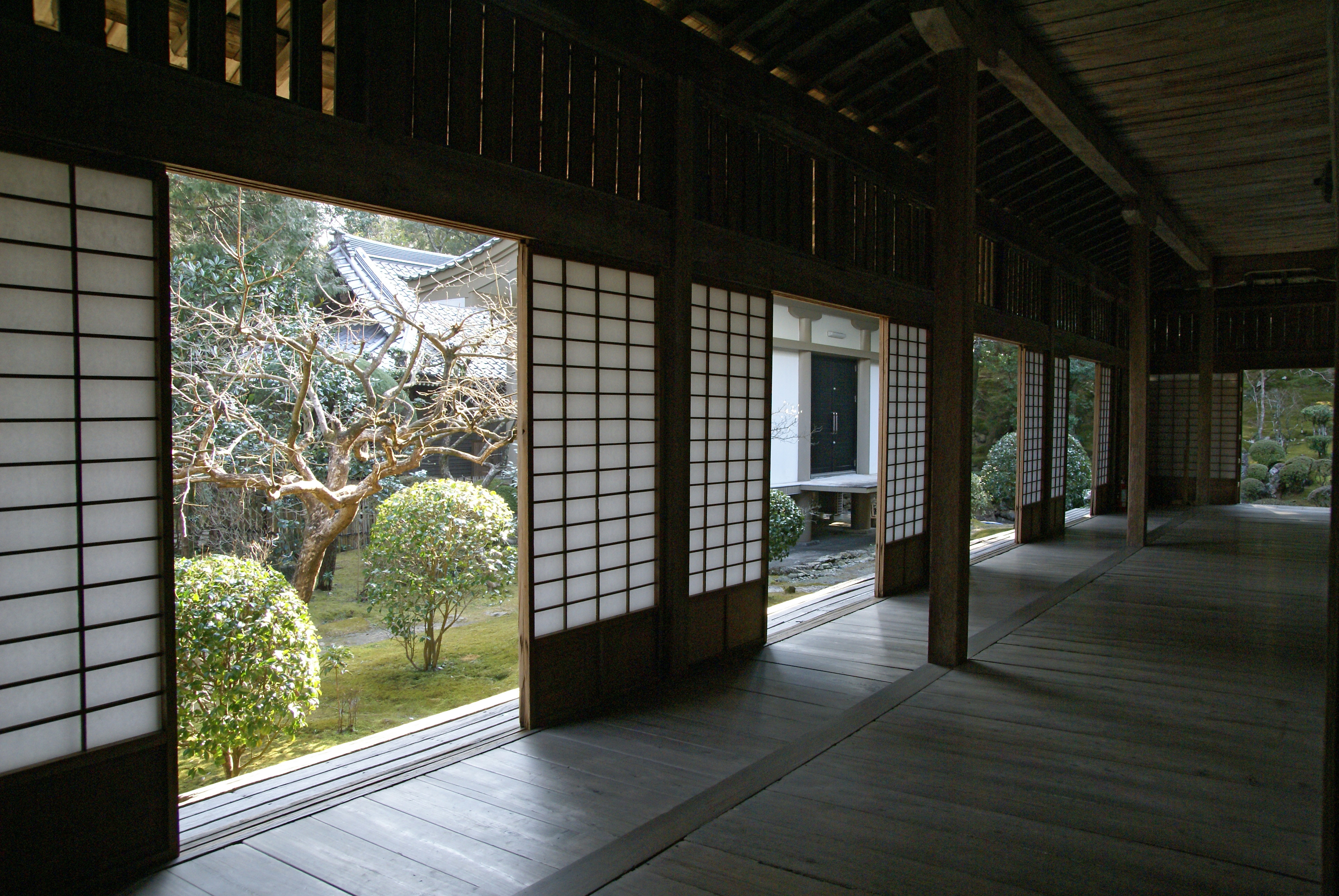
Salle d'accueil et jardin

## Trésors
- Pentade en bois de Monju Bosatsu (fin de l'époque de Heian) (BCI)[10].
- Statue en bois d'Amida Nyorai debout, (fin de l'époque de Heian) (BCI)[11].
- Statues en bois de Tamonten et Zōjōten debout, (fin de l'époque de Heian) (BCI)[12].
- Statue en bois de Yakushi assis, (fin de l'époque de Heian) (BCI)[13].
- Statue en bois de Jūichimen Kannon debout (fin de l'époque de Heian) (BCI)[14].
- Statue en bois de Shaka Nyorai assis, (fin de l'époque de Heian) (BCI)[15].
- Statue en bois de Seishi Bosatsu debout, (fin de l'époque de Heian) (BCI)[16].
- Statue en bois de Daiitoku Myōō assis sur une vache (époque de Kamakura) (ICP)[17].
- Statue en bois de Aizen Myōō assis, (époque de Kamakura) (BCI)[18].
- Statue en bois de Senjū Kannon debout, (époque de Kamakura) (BCI)[19].
- Statue en bois d'Amida Nyorai assis, (époque de Kamakura) (BCI)[20].
- Statue en bios de Byakue Kannon debout, (époque de Muromachi) (BCI)[21].
- Statue en bois de Batō Kannon debout, (époque de Muromachi) (BCI)[22].
- Statue en bois de Dainichi Nyorai assis, (époque de Muromachi) (BCI)[23].
- Kakebotoke avec Monju Bosatsu assis, (1654), (propriété culturelle préfectorale)[24].
- Cloche du temple (1284) (propriété culturelle préfectorale)[25].